# Sporetus inexpectatus
Sporetus inexpectatus es una especie de escarabajo longicornio del género Sporetus, tribu Acanthocinini, subfamilia Lamiinae. Fue descrita científicamente por Monné en 1998.
La especie se mantiene activa durante el mes de octubre.

## Descripción
Mide 9-10 milímetros de longitud.

## Distribución
Se distribuye por Brasil.